# Salmoral
Salmoral es un municipio y localidad española de la provincia de Salamanca, en la comunidad autónoma de Castilla y León. Se integra dentro de la comarca de la Tierra de Peñaranda. Pertenece al partido judicial de Peñaranda y a la Mancomunidad Margañán.
Su término municipal está formado por un solo núcleo de población, ocupa una superficie total de 23,00 km² y según los datos demográficos recogidos en el padrón municipal elaborado por el INE en el año 2024, cuenta con una población de 112 habitantes.

## Toponimia
En la toponimia salmantina se repite el tipo salmoral, que ha sido documentadamente interpretado como ‘área de suelos salinos’: “Salmoral... procede de SAL MŬRIA ‘salmuera, agua salitrosa’ a través del abundancial *SALMURIALE”. La forma zamorana del topn., Salmorial, muy común en la toponimia menor, es fiel al  origen latino. Llorente añade: “si fuera una creación romance sería *Salmueral, y no Salmoral”. Es posible, en efecto, que los topónimos salmantinos salmoral, salmorales tengan su origen en la forma salmorial, habiéndose perdido la -i-, interpretada como epentética y por lo tanto de regusto arcaizante y leonés. Topónimos del tipo Salmorial son muy comunes en Zamora.
Del mismo origen, pero deformado por una etimología pseudoculta, es el nombre del pueblo de San Morales, cercano a la capital, como demostró en un artículo bien conocido Manuel García Blanco. El contenido alto en sales, que también ha producido numerosos topns. del tipo Salinar, Salineros, se corresponde con áreas de descarga donde el flujo desde el acuífero hasta la superficie se produce por recorridos ascendentes lentos y prolongados, ocasionando una fuerte mineralización. También en los bordes de las lagunas se registran acumulaciones y migraciones de sales.

## Geografía
Salmoral es una villa salmantina que se encuentra situada a 52 km al sudeste de la capital, justo en el límite con la provincia de Ávila.
El paisaje es de transición natural entre las amplias llanuras elevadas de la Submeseta Norte de la Meseta Central Ibérica, mesetas cerealistas que por el norte se extienden hasta la Tierra de Campos, y hacia el sur inician un lento ascenso con paisajes adehesados, rocas graníticas y encinas que culminan en las sierras de Ávila.
El término municipal tiene una superficie 22,62 km² y pertenece a la comarca de Peñaranda de Bracamonte, donde los pueblos son pequeños y muy próximos entre sí. Limita por el norte con Macotera (a 6 km), Bóveda del Río Almar (a 8 km) y Mancera de Abajo (a 5 km). Por el este con Santiago de la Puebla (a 5,5 km). Al sur Malpartida (a 4 km). Y por el oeste Cabezas del Villar y Mancera de Arriba de la provincia de Ávila.
Las coordenadas geográficas de Salmoral son latitud: 40º 48’ 10” norte y longitud: 5.º 13’ 5” oeste.
La elevada altitud (909 m) determina una climatología extrema, duros y largos inviernos con abundancia de nieves y heladas; veranos cortos con un sol de justicia al mediodía que suaviza al caer la tarde por los vientos que llegan desde las llanuras del norte, del oeste y de las sierras de Ávila.

## Historia
Desde la reconquista y repoblación, Salmoral formó parte de la Comunidad de Villa y Tierra de Ávila, dentro del Reino de Castilla, pasando en el siglo XV a formar parte del Reino de León al integrarse en la jurisdicción de Salamanca. Con la creación de las actuales provincias en 1833, Salmoral quedó encuadrado en la provincia de Salamanca, dentro de la Región Leonesa, formando parte del partido de Peñaranda de Bracamonte.

## Demografía
Cuenta con una población de 112 habitantes (INE 2024).
| Gráfica de evolución demográfica de Salmoral entre 1842 y 2021                                                        |
| |
| Población de derecho según los censos de población del INE. Población de hecho según los censos de población del INE. |

## Economía

#### Agricultura

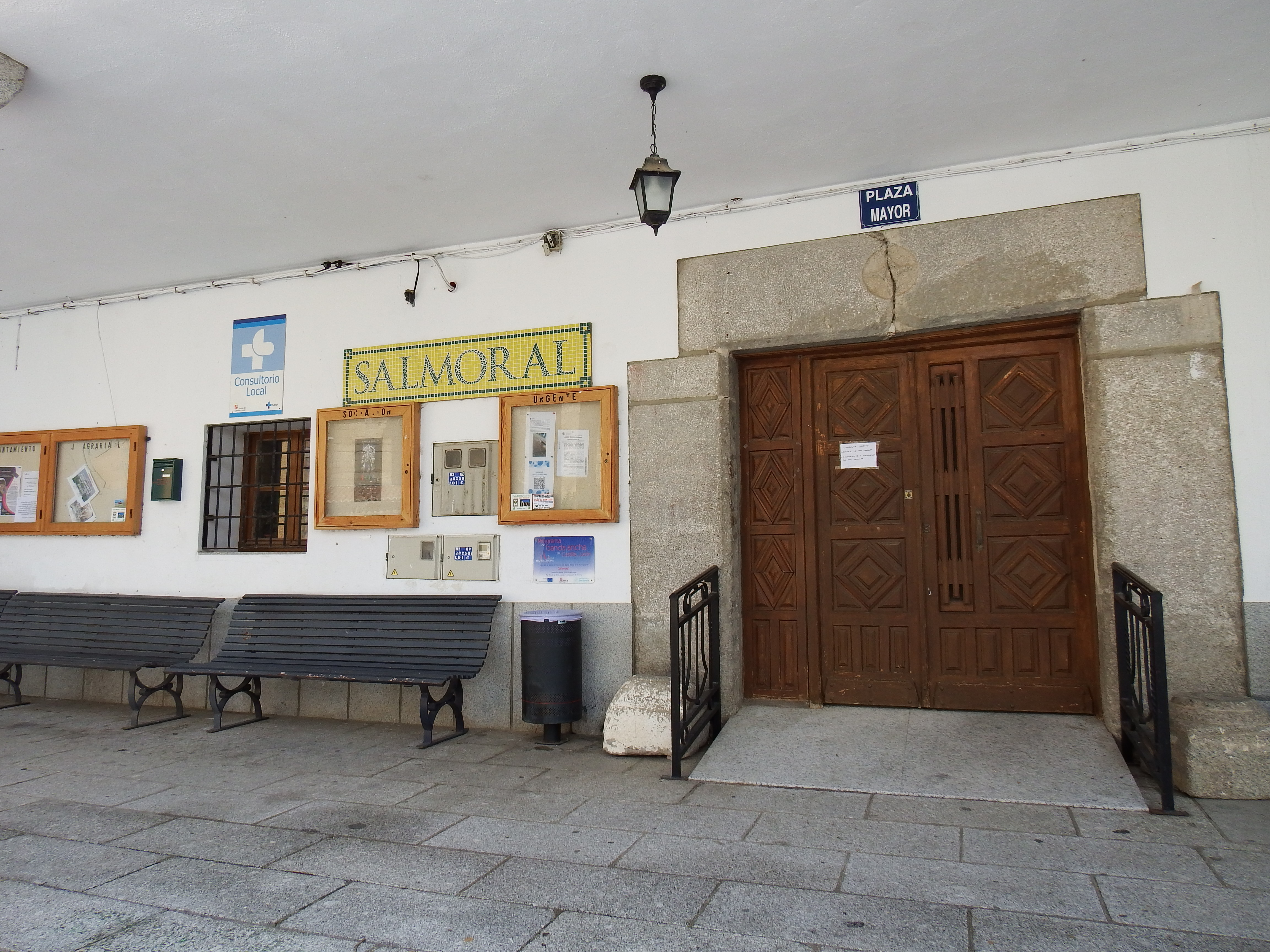
Acceso a la casa consistorial de Salmoral. El edificio aloja, además del ayuntamiento, otros servicios de la población, como el consultorio médico

La agricultura tradicional es el principal pilar de la economía local, secanos de meseta cerealista, trigo, cebada y algo de centeno, "tierras de pan llevar", con barbechos rotativos de año y vez, alternados con garbanzos y algarrobas.
La Concentración Parcelaria y los caminos mejorados por la ordenación rural favorecieron en la década de los 70 la mecanización sustituyendo los animales de labor por maquinaria agrícola que cambiaron los métodos tradicionales de trabajo del campo.
Los fertilizantes y nitratos, las semillas certificadas, y la introducción del girasol de aceite disminuyeron los barbechos e hicieron más productiva la explotación. Ello unido a los seguros agrarios que evitaron los sobresaltos de las catástrofes atmosféricas.
En el pasado las viñas salpicaban los campos de cereal. Producían un vino que se pisaba en cada casa de forma artesanal y se destinaba al autoconsumo. Las últimas se terminaron de arrancar hacia los 70, la escasez de mano de obra y la dificultad en su mecanización las hizo improductivas y transformó en tierras de cereal.
Lo que quedaba del monte tradicional de encina se roturó hacia los años 30 para convertirlo en tierras de cereal o viña, algunos rebrotes de encina en el monte Galindo dan cuenta del antiguo plantío.

#### Ganadería
La ganadería es otro de los ejes económicos locales, favorecida por la proximidad del cordel de Merinas (o de las Mostrencas) que pasa a poco más de un km del núcleo urbano, y también por el mercado de ganado que todos los jueves, desde la Edad Media, funciona en Peñaranda.
El cordel de Merinas es una vía pecuaria menor que las cañadas reales, es una prolongación de la cañada real Soriana Occidental que nace de la cañada de la Plata en Plasencia.
La importancia en el pasado de los caminos de la Mesta es muy destacable, en las económicamente cerradas comunidades campesinas de la Baja Edad Media significaron una vía notable de intercambio económico y cultural.
En la Hermandad de Labradores y Ganaderos de Salmoral todas las primaveras los ganaderos de ovino pujaban en pública subasta por los propios del Concejo (pastos comunales del prado, alameda, etc) y tras la siega pacían sus ganados en los rastrojos.
El bovino estaba representado por alguna vaca de raza avileña —últimamente suiza— y que abastecía el consumo de leche interno. Hasta los años 50 se mantuvo una importante cabaña de bueyes de tiro para las faenas agrícolas, sustituida por mulas, machos y borricos, animales que subsistieron hasta la mecanización y los tractores. Un vaquero contratado por el Municipio, recogía todas las vacas y bueyes del pueblo por las casas y las llevaba a pastar a los prados.
En los corrales de las casas se criaban gallinas y conejos para el autoconsumo.

#### Industria y comercio
El "coche correo" es la línea regular que enlaza Alaraz con Peñaranda, (Alaraz, Malpartida, Salmoral, Mancera, Bóveda y Peñaranda).
Todos los jueves se celebra en Peñaranda de Bracamonte un mercado semanal que tiene sus orígenes en una concesión de Juan I en 1375. De Salmoral iban buenos tratantes que sellaban sus negocios con un apretón de manos.
Fueron famosos los pelliqueros (pieleros) hasta el punto que en la comarca llamaban pelliqueros a todos los de Salmoral.
Los carniceros del pueblo fueron también reputados, recorrían en mulas y bicicletas los pueblos vendiendo carne. Sus mujeres recorrían el pueblo para hacer la pesquisa, cada casa encargaba la carne que necesitaba para la olla del día y la carnicera repartía con una cesta de mimbre la carne por las casas. No había frigoríficos y las fresqueras no conservaban mucho tiempo los alimentos perecederos.
Varios comercios surtían de todo tipo de artículos: ultramarinos, droguería, ferretería, etc.; negocios que seguramente derivaban de las medievales abacerías. En épocas de plenitud demográfica existieron otros tenderos especializados como carniceros, fruteros, pescaderos, tejidos, fábrica de aguardiente; y oficios tradicionales: barberos, boticario, poceros, herreros, lañadores, carpinteros, panaderos, carreteros, sastres, colchoneros, etc.
Al municipio acudía el comercio ambulante, los baratillos que se instalaban en la Plaza y daban pregón. Dos o tres días por semana acudía en su moto Félix el fresquero de Peñaranda en días y horas fijos. Las mujeres acudían a la Plaza con sus platos a comprar sardinas y verdeles, y cuando había algún enfermo llevaban pescadillas.
Las industrias en Salmoral, siempre de carácter familiar, subsistieron como evolución de los trabajos artesanos tradicionales aunque todas, antes o después, se establecieron fuera del pueblo.
Los zapateros-guarnicioneros trabajan artesanalmente el cuero y fabrican calzado a medida y útiles de monta de excelente calidad, tienen en marcha un floreciente negocio (Campera Salmantina) con varias tiendas en Madrid, hoy venden sus productos, además, a través de Internet.
Los talleres de los cesteros han producido hasta hace poco muebles y cestos que se exportaban al extranjero y que competían en calidad con los de Villoruela.
El viejo alambique de los Foritos estuvo destilando orujo hasta la desaparición de la última viña.
La estafeta de Correos de Salmoral funcionó hasta pocos años.
En el pasado, cuando la emigración ya había comenzado, la poca fuerza productiva que quedaba en el pueblo se empleaba en las fábricas de Peñaranda.

## Administración y política
| Partido político                         | 2019  | 2019  | 2019       | 2015  | 2015  | 2015       | 2011  | 2011  | 2011       | 2007  | 2007  | 2007       | 2003  | 2003  | 2003       |
| Partido político                         | %     | Votos | Concejales | %     | Votos | Concejales | %     | Votos | Concejales | %     | Votos | Concejales | %     | Votos | Concejales |
| Partido Popular (PP)                     | 82,42 | 75    | 4          | 69,84 | 88    | 4          | 61,01 | 97    | 4          | 71,84 | 148   | 4          | 68,83 | 159   | 5          |
| Partido Socialista Obrero Español (PSOE) | 14,29 | 13    | 1          | 27,78 | 35    | 1          | 39,62 | 63    | 1          | 24,76 | 51    | 1          | 30,30 | 70    | 2          |

## Fiestas
Su fiesta principal es San Roque que se celebra el 16 de agosto.